# 牛埔 (屏東縣)
牛埔，是臺灣屏東縣南州鄉的一個傳統地域名稱，位於該鄉東南部。相較於今日行政區，其範圍大致包括同安村不含西北部凸出部分的西南半部及北部中央凸出部分、壽元村南部邊界地帶中央偏東一小段。
本地區境內主要聚落為牛埔、外三千，設有同安國小。

## 歷史
台灣日治初期，牛埔地區為一街庄，稱為「牛埔庄」（舊制街庄），隸屬於港東中里。該庄昔日北溪洲庄、巷仔內庄為界，東與建功庄、新埤頭庄為鄰，南邊為竹仔腳庄，西南邊及西邊為濫頭庄。
1901年（日治明治三十四年）11月11日，全台廢縣廳改設二十廳，該庄隸屬於阿猴廳。1904年（明治三十七年）4月15日，該庄編入「林仔邊區」，隸屬於阿猴廳。1905年（明治三十八年）4月1日，阿猴廳改稱「阿緱廳」。1909年（明治四十二年）10月25日，全台合併二十廳為十二廳，林仔邊區仍隸屬於阿緱廳。1920年（大正九年）10月1日，全台地方制度大改正，廢十二廳改設五州二廳，該庄改制為「牛埔」大字，隸屬於高雄州東港郡林邊庄（新制街庄）。
戰後林邊庄改制為林邊鄉，隸屬於高雄縣，大字亦改制為村。1950年（民國39年）10月1日，高、屏分治，林邊鄉改隸屬於屏東縣。1951年（民國40年）3月，林邊鄉拆分出溪州鄉，本地區改隸屬於溪州鄉。1956年（民國45年）7月1日，溪州鄉改名為南州鄉。
相較於今日行政區，本地區的範圍大致包括同安村不含西北部凸出部分的西南半部及北部中央凸出部分、壽元村南部邊界地帶中央偏東一小段。

## 聚落
本地區發展較早的聚落為牛埔、外三千，在日治初期的官方地圖上已有記載。

## 交通
國道3號又稱「福爾摩沙高速公路」，是貫穿台灣西部的兩條縱向高速公路之一，經過本地區中部略偏西，並設有平面側車道（鄉道屏119線）。最近的交流道在北側為縣道187乙線交會處的南州交流道，由此可快速前往國道3號沿線各地。該處為國道3號南向最後一個設置南下入口的交流道，更往南省道台17線交會處的林邊交流道僅供南出北入。
縣道189號是屏東機場至林邊的道路，經過本地區東南端的南側邊界地帶。由該道路北行可前往新埤鄉、潮州鎮、竹田鄉、萬丹鄉等地；南行可前往林邊鄉，並止於省道台17線路口。
鄉道屏119線是壽元至南安的道路，在本地區路段為國道3號的平面側車道，經過本地區中部偏西地帶。
鄉道屏120線是南州至砂崙的道路，經過本地區東北部的外三千聚落。
鄉道屏121線是三千至磘仔口的道路，其北側端點（起點）位於本地區北部略偏西、外三千聚落西郊的鄉道120線轉角路口，由此向西南西蜿蜒而行，會經過本地區的牛埔聚落。該道路在本地區的部分路段與鄉道屏123線共線。
鄉道屏123線是崙仔頂至竹仔腳的道路，經過本地區的牛埔聚落。該道路在本地區的部分路段與鄉道屏121線共線。

## 學校
- 同安國小（大部分）